# HTML 4.0
HTML 4.0 nella sottoversione 4.01 è uscito il 24 dicembre 1999. Sua naturale evoluzione è XHTML, ormai superato da HTML5.
Le principali differenze dalla release precedente (HTML 3.2) sono:
- miglior supporto ai fogli di stile
- possibilità di incorporare oggetti
- nuovi tag per arricchire le tabelle
- accessibilità per le persone disabili ai contenuti web WAI
- deprecate alcune proprietà e.g. bgcolor, align, valign, color, border, cellspacing ecc.[1][2]

L'HTML 4.0 introduce altresì specifiche sull'internazionalizzazione dei documenti insieme ad altre caratteristiche per migliorare l'accessibilità del Web.